# Ophiopaepale diplax
Ophiopaepale diplax is een slangster uit de familie Ophiodermatidae.
De wetenschappelijke naam van de soort werd in 1932 gepubliceerd door E. Nielsen.